# Caught in the Draft (film 1917)
Caught in the Draft è un cortometraggio muto del 1917 scritto e diretto da Craig Hutchinson.

## Produzione
Il film fu prodotto dalla Nestor Film Company.

## Distribuzione
Il copyright del film venne registrato il 30 ottobre 1917. Distribuito dall'Universal Film Manufacturing Company, il cortometraggio uscì nelle sale cinematografiche USA il 5 novembre 1917.